# Hochstuhl-Klettersteig

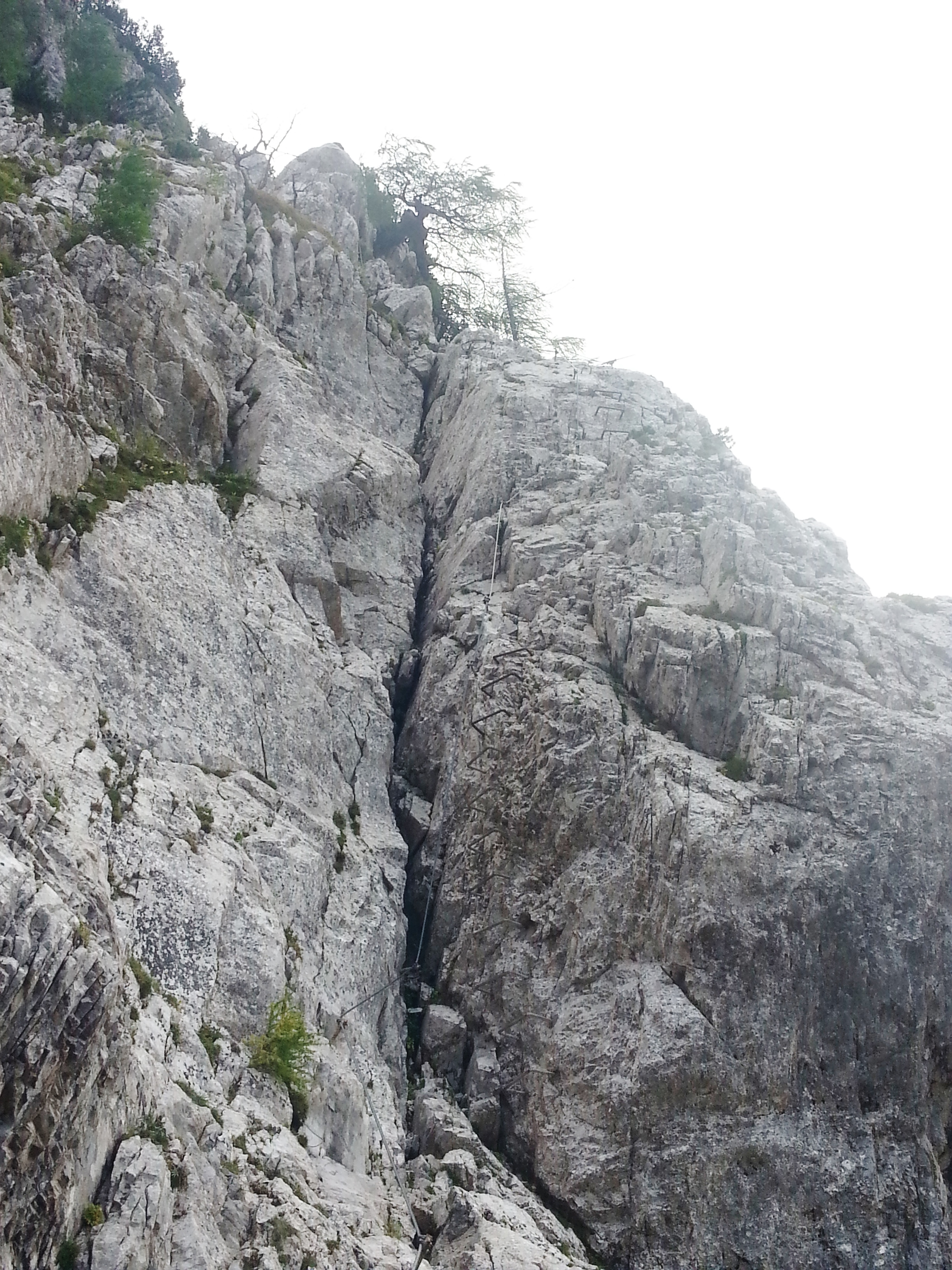
Hochstuhl-Klettersteig beim Einstieg

Der Hochstuhl-Klettersteig ist ein Klettersteig mittlerer Schwierigkeit (B/C) in Kärnten, Österreich. Er führt über den Nordgrat auf den Hochstuhl (2237 m), den höchsten Berg der Karawanken, im Grenzgebiet zu Slowenien.

## Klettersteig
Erreicht wird der Klettersteig durch das Bärental im Bezirk Klagenfurt-Land, mit letzten Parkmöglichkeiten „Im Winkel“ (1152 m). Von dort führt eine Forststraße zur Klagenfurter Hütte (1664 m), die vom Klettersteig aus an manchen Stellen eingesehen werden kann. Um zum Einstieg des Klettersteiges zu gelangen, folgt man den Beschilderungen der Forststraße und dann den Serpentinen-Steigspuren durch das Schuttkar.
Der Steig wurde von Herbst 1966 bis September 1967 durch die Sektion Klagenfurt des Österreichischen Alpenvereins unter der Leitung von Fritz Havranek errichtet. 1996 wurden die Versicherungen erneuert und an einigen Stellen die Wegführung geändert. Im Jahr 2000 wurde der Klettersteig verlängert und der ehemalige Einstieg durch Hans Schindler neu angelegt. Die Schlüsselstelle befindet sich nun im unteren Bereich des Steigs, darüber wird er meist leichter. Von Juni bis Juli 2010 war der Klettersteig aufgrund eines Steinschlages über einen Monat lang gesperrt. Durch die Sprengung absturzgefährdeter Felsen und die Neuanbringung von Stahlseilen und Haken soll der Steig laut Alpenverein an Attraktivität gewonnen haben.
Nach dem Einstieg führt der Steig exponiert durch Tritt- und Griffhilfen unterstützt empor und führt weiter über eine Platte sowie eine Kaminrinne. Danach wechselt leichteres Gehgelände mit steileren Passagen, wobei Latschen, Lärchen und Holzleitern als Aufstiegshilfe verwendet werden können. Über eine Rippe des Nordsporns erfolgt das Übersetzen auf den Hauptkörper des Berges und das Endes des Klettersteiges nach einer brüchigen Rinne. Anschließend erfolgt der Aufstieg zum Gipfel und von dort der Abstieg auf slowenischer Seite zur Klagenfurter Hütte.

## Unfälle
Trotz seiner insgesamt geringen Schwierigkeit, sollte der Klettersteig nicht unterschätzt werden. Die einfachen Zwischenpassagen des Klettersteigs können zwecks schnellerem Vorankommen zum Aushängen der Sicherung verleiten, was 2014 zu einem tödlichen Absturz und 2015 zu zwei Seilbergungen an dem Steig führte. Im Juni 2016 mussten zwei Frauen aus dem Klettersteig gerettet werden, im März 2017 verunfallte ein weiterer Kletterer und musste ebenfalls mit dem Seil geborgen werden.
Am 9. Dezember 2018 löste sich eine 1,5 m hohe Felsnadel auf 2000 m Höhe an der zuvor eine Zwischensicherung befestigt wurde und erdrückte einen 18-jährigen Kletterer. Im Juni 2019 musste eine verletzte Kletterin aus dem Steig gerettet werden.